# Długopole
Długopole is een dorp in de Poolse woiwodschap Klein-Polen. De plaats maakt deel uit van de gemeente Nowy Targ en telt ca. 500 inwoners.